# Maurizio Sarri
Maurizio Sarri (Napels, 10 januari 1959) is een Italiaans voetbaltrainer en voormalig bankier.

## Trainerscarrière
Sarri kwam als amateurvoetballer uit voor ASC Figline. Sarri trainde diverse kleinere clubs, vooraleer hij in 2005 voor de eerste maal in de Serie B terechtkwam, bij Pescara Calcio. Daarna trainde hij verschillende clubs uit de Serie B en de Serie C1 (later Lega Pro Prima Divisione genoemd). Voor aanvang van het seizoen 2012/13 werd Sarri aangesteld als de coach van toenmalig Serie B-club Empoli. In zijn eerste seizoen leidde hij de Toscaanse club naar de vierde plaats. In de play-offs werd promotie misgelopen na verlies tegen AS Livorno. Het seizoen erna bereikte hij met Empoli de tweede plaats, waarna de club na een afwezigheid van zes jaar in de Serie A terugkeerde. Sarri sloot het seizoen 2014/15 daarin af met de club op de vijftiende plaats. Hoewel hij nog een contract tot 2017 had bij Empoli, stapte hij daarop zelf op. Sarri tekende in juni 2015 vervolgens een eenjarig contract bij SSC Napoli, de nummer vijf van het voorgaande seizoen. Daar trad hij aan als opvolger van de naar Real Madrid uitgeweken Rafael Benítez. Sarri beëindigde het seizoen 2015/16 met Napoli op de tweede plaats in de Serie A. De club verlengde in mei 2016 vervolgens zijn contract tot medio 2020. Hij eindigde in de volgende twee seizoenen op achtereenvolgens de derde en weer de tweede plaats met Napoli, iedere keer achter kampioen Juventus. Napoli nam na afloop van 2017/18 afscheid van Sarri. Hierna tekende hij een contract bij Chelsea. Hiermee won hij de UEFA Europa League. Hij verruilde Chelsea na een seizoen voor Juventus, waarin hij in datzelfde seizoen de negende Scudetto op rij won. Op 8 augustus 2020 werd hij echter ontslagen door Juventus nadat hij een dag eerder de achtste finale van de UEFA Champions League verloor tegen Olympique Lyon. Hij werd opgevolgd door Andrea Pirlo. Na een seizoen zonder club te hebben gezeten werd op 9 juni 2021 bekend dat Sarri Simone Inzaghi op zou volgen als hoofdtrainer van Lazio.

## Erelijst als trainer
Sansovino
- Eccellenza Toscana: 2000/01
- Coppa Italia Serie D: 2002/03

 Chelsea
- UEFA Europa League: 2018/19

 Juventus
- Serie A: 2019/20

Individueel
- Panchina d'Argento: 2013/14
- Panchina d'Oro: 2015/16
- Premio Nazionale Enzo Bearzot: 2017
- Migliore allenatore AIC (Serie A Trainer van het Jaar): 2016/17

1 Perin ·
3 Bremer ·
4 Gatti ·
5 Locatelli ·
6 Danilo  ·
7 Conceição ·
8 Koopmeiners ·
9 Vlahović ·
10 Yıldız ·
11 González ·
14 Milik ·
15 Kalulu ·
16 McKennie ·
17 Adžić ·
18 Arthur ·
19 Thuram ·
21 Fagioli ·
22 Weah ·
23 Pinsoglio ·
26 Luiz ·
27 Cambiaso ·
29 Di Gregorio ·
32 Cabal ·
37 Savona ·
40 Rouhi ·
51 Mbangula ·
Coach: Tudor